# Jaroslav Paška
Jaroslav Paška (20 de Junho de 1954 - 15 de Julho de 2021) foi um político eslovaco. Membro do Partido Nacional Eslovaco (SNS), serviu no Conselho Nacional da Eslováquia de 1994 a 2002, de 2006 a 2009 e de 2016 a 2020. Ele também serviu no Parlamento Europeu de 2009 a 2014, durante o qual foi membro da Europa da Liberdade e da Democracia Direta. Antes de servir na política, tinha uma carreira como arquitecto e falava francês e russo. Começou a exercer as funções de Vice-Presidente do SNS em 1999.